# ناکو موتوهاشی
ناکو موتوهاشی (انگلیسی: Nako Motohashi؛ زادهٔ ۱۰ اکتبر ۱۹۹۳) بازیکن بسکتبال اهل ژاپن است.
وی در مسابقات کشوری و بین‌المللی در مجموع برندهٔ ۱ مدال طلا، ۱ مدال نقره شده‌است.